# Viñedo de Saumur
El Viñedo de Saumur es una región productora de vino situada alrededor de la ciudad de Saumur, ubicada en el departamento francés de Maine y Loira. Los vinos de esta región se encuentran amparados por las denominaciones de origen controlada (AOC) Saumur, Saumur-Champigny y Coteaux de Saumur. Las principales cepas cultivadas son la Chenin Blanc y Cabernet Franc.

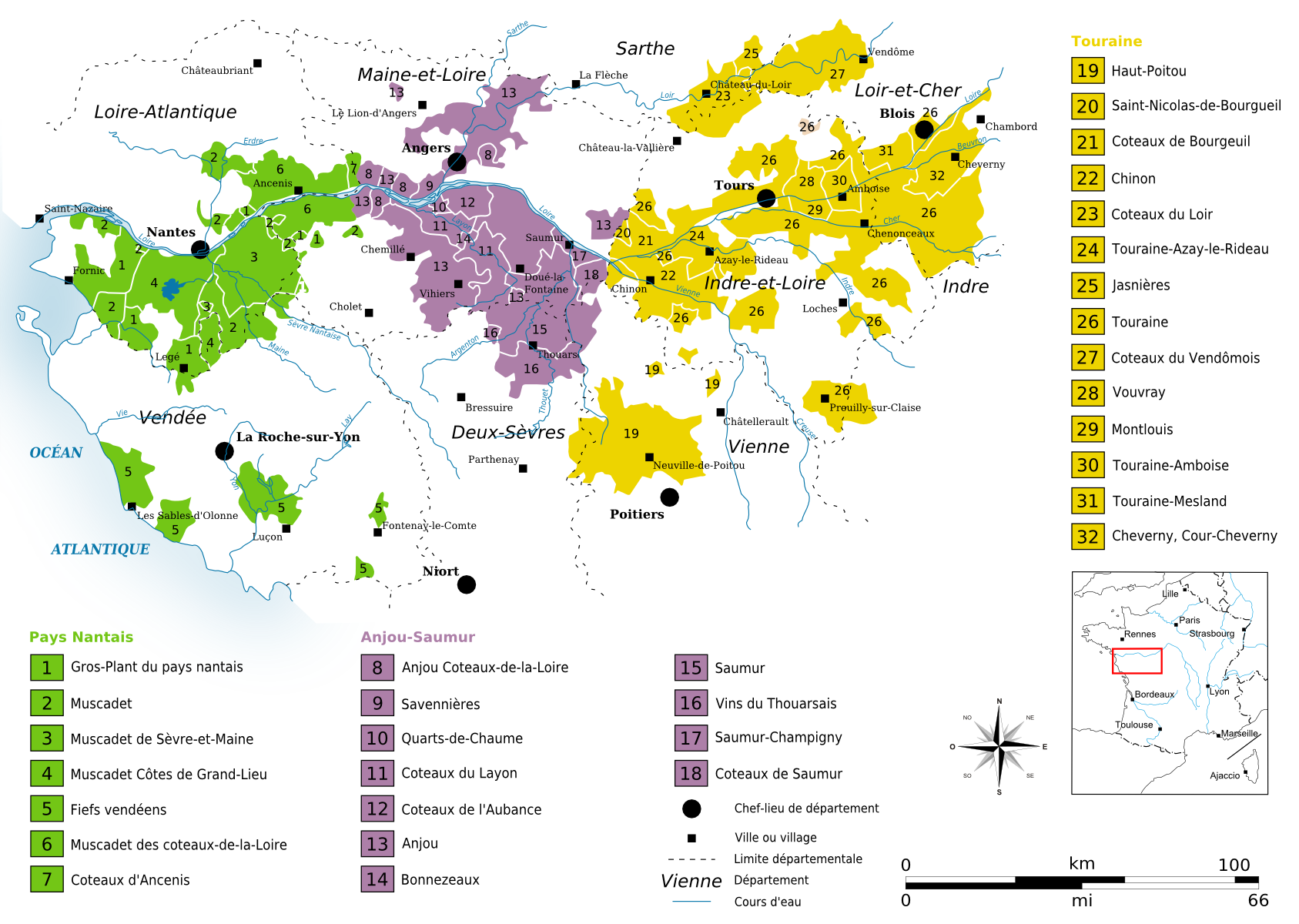
Viñedos del Bajo Loira

## Historia
Aunque se han encontrado objetos galo romanos indicando la práctica de la viticultura, se sabe con certeza que el cultivo de la vid en la región de Saumur se propagó bajo el impulso de San Martín y sus discípulos durante el siglo IV.
En el siglo X, la mejora en las vías de comunicación impulsó el desarrollo de los viñedos del valle del Loira, incluyendo el de Saumur. La coronación de Enrique II, conde de Anjou, como rey de Inglaterra, dio lugar a una gran expansión del viñedo. Liderado por la burguesía, este auge convirtió a la ciudad de Saumur en una importante plaza para el comercio de vinos a partir del siglo XII.
La Revolución Francesa tuvo efectos devastadores en el viñedo de Saumur, particularmente a partir de 1793, año en que se inició la guerra de la Vendée. Esta revuelta en contra de la leva masiva y el anticlericalismo de la Revolución estalló en el departamento de la Vendée y llegó incluso hasta Nantes y Saumur. El accionar de los rebeldes y la desmedida respuesta de la Convención causaron gran destrucción y mortandad en la región.
La región también sufrió con la epidemia de la filoxera a finales del siglo XIX. 
Durante la segunda mitad del siglo XX, la producción vinícola en el viñedo de Saumur tuvo grandes transformaciones gracias al uso de maquinaria y técnicas vinícolas y enológicas nuevas. Entre ellas destacan la introducción del tractor zancudo (década de 1960), que permitió la mecanización del trabajo en la viña, la vendimia en verde, la mesa de selección, las cuvas de acero inoxidable, y la prensa neumática, todas ellas destinadas a mejorar la calidad de los vinos.

## Vinos
Los vinos del viñedo de Saumur pueden ser elaborados usando únicamente chenin blanc en el caso de los vinos blancos y cabernet franc, cabernet sauvignon y pineau d'aunis para los vinos tintos. En estos últimos la cabernet franc jamás deberá ser usada en proporción menor al 70%.
Los rendimientos permitidos en el caso de los vinos tintos son de mínimo de 57 hectolitros por hectárea (hl/ha) y máximo 69 hl/ha, mientras que en los vinos blancos se permite una producción mínima de 60 hl/ha y máxima de 65 hl/ha. Asimismo, deben tener una graduación alcohólica de al menos 10,5 % en volumen y máximo de 12,5 %.

### Vinificación y Crianza
La siguiente es una descripción general de la forma en que se producen los vinos en el viñedo de Saumur. Esta en manos de cada uno los productores el usar uno u otro método según las características que desee en su vino.

#### Vinos Tintos
La recolección de las uvas se hace en su madurez y puede hacerse de manera manual o mecánica. La cosecha manual es a veces seleccionada, ya sea en la viña o en la bodega en una mesa de selección, permitiendo así el eliminar las uvas podridas o insuficientemente maduras. Las uvas son despalilladas antes de ser enviadas a las prensas donde se obtiene el mosto. La maceración en frío es a veces llevada a cabo.
La fermentación alcohólica se inicia generalmente con levaduras cultivadas. La extracción se realiza “removiendo el sombrero“, que consiste en hundir en el mosto en fermentación los hollejos que flotan en las cubas. Más corrientemente se usa el remontage, sacando mosto del fondo de la cuba y rociándolo sobre el sombrero. Se consiguiendo así lavar los componentes de la uva contenidos en los orujos. Se extraen así polifenoles, taninos, antocianinas y otros elementos de la uva que se desea están presente en el vino. Las temperaturas de fermentación son elevadas, estando entre 28 y 35 grados celsius. La chaptalización está reglamentada y solo es realizada si el azúcar natural en las uvas es insuficiente. 
Al finalizar la fermentación se descuba el vino, y se somete a fermentación malolactica, que depende grandemente de la temperatura para llevarse a cabo. El vino se trasiega, pudiéndosele someter a crianza en barricas o toneles por un tiempo de entre seis meses a dos años. Finalmente los vinos son clarificados, filtrados y embotellados.

#### Vinos Blancos
De la misma manera que en la elaboración de tintos, la recolección se lleva a cabo de manera manual o mecánica y las uvas pueden ser seleccionadas. Las uvas son aplastadas con el fin de obtener el mosto. Esta operación, más delicada que el prensado, evita la extracción de antocianinas de los hollejos. Se evita el contacto prolongado entre el mosto y los hollejos. El mosto se decanta y en ocasiones se macera en frío para favorecer la extracción de aromas. Después de aclarar el mosto se le fermenta, proceso que se lleva a cabo con gran cuidado, puesto que la temperatura debe permanecer entre 18 y 24 grados celsius. La chaptalización es permitida cuando sea necesaria. La fermentación malolactica se lleva a cabo después de la crianza en barriles o toneles. Finalmente el vino es filtrado y embotellado.

#### Vino Espumosos
La producción de los vinos espumosos del viñedo de Saumur se realiza según el método tradicional.

## Denominaciones de Origen

### Saumur AOC
Este viñedo fue clasificado como AOC por medio del decreto del 14 de noviembre de 1936, siendo estos modificados posteriormente por los decretos del  31 de diciembre de 1957 y del 22 de noviembre de 1999. La denominación de origen Saumur cubre alrededor de 1400 hectáreas, de las cuales 1000 se dedican a vino tinto  y 400 a vino blanco. El volumen de producción se eleva a 55000 hectolitros de vino tinto y 21000 de vino blanco.
La denominación de origen Saumur produce vinos tintos (Saumur Rouge) a partir de cabernet franc (minino 70%), cabernet sauvignon y pineau d'aunis, y vinos blancos (Saumur Blanc), a partir de Chenin blanc (mínimo 80%). En estos pueden usarse Chardonnay y Sauvignon Blanc, aunque esta última solo se permitirá hasta la cosecha de 2017.

#### Situación Geográfica
Los vinos de la denominación Saumur Rouge solo pueden ser producidos en las siguientes comunas:
- 20 comunas de Maine y Loira: Artannes-sur-Thouet, Brézé, Brossay, Cizay-la-Madeleine, Le Coudray-Macouard, Courchamps, Distré, Doué-la-Fontaine, Épieds, Fontevraud-l'Abbaye, Forges, Meigné, Montreuil-Bellay, Le Puy-Notre-Dame, Rou-Marson, Saint-Just-sur-Dive, Saumur, Les Ulmes, Vaudelnay y Les Verchers-sur-Layon.
- 9 comunas de Vienne: Berrie, Curçay-sur-Dive, Glénouze, Pouançay, Ranton, Saint-Léger-de-Montbrillais, Saix, Ternay y Les Trois-Moutiers.
- 2 comunas de Deux-Sèvres: Saint-Martin-de-Mâcon y Tourtenay.

Además de todas las comunas anteriormente nombradas, los vinos de la denominación Saumur Blanc pueden ser producidos en las siguientes comunas del Maine y Loira: Chacé, Montsoreau, Parnay, Saint-Cyr -en-Bourg, Souzay-Champigny, Turquant, y Varrains.

#### Geología y Climatología
Los suelos de la denominación Saumur son de naturaleza sedimentaria, con tierras blancas de toba calcárea, arenas y arcillas.
La región tiene un clima templado con influencia oceánica. La temperatura promedio anual en el departamento Maine y Loira es de 11,3 °C, con una máxima de 18,6 °C en julio y una mínima de 4,5 °C en enero.
El promedio de precipitación anual en Saumur es de 568 mm, siendo enero el mes más seco con 36 mm y noviembre el más húmedo con 59 mm.

#### Terroir y su influencia en los vinos
La geología de los suelos de Saumur produce:
- vinos tintos con aromas de frutas rojas y flores (lirios y violetas)
- vinos blancos con aromas de frutas blancas confitadas y de flores blancas.

#### Maridaje, Guarda y Temperatura de Servicio
Los Saumur Rouge se acompañan con charcutería, carnes blancas y rojas. Los Saumur Blanc van bien con mariscos, pescado, carnes blancas y aves de corral.
Los vinos Saumur, tintos y blancos, se pueden guardar alrededor de 5 años.

### Saumur-Champigny AOC
La denominación de origen Saumur Champigny fue declarada como tal por decreto del 14 de noviembre de 1936, modificado el 31 de diciembre de 1957. Actualmente rige el decreto del 22 de noviembre de 1999. Esta denominación de origen ocupa 1580 ha y produce un volumen de 83000 hectolitros. La densidad de plantación debe ser de al menos 4000 cepas por hectárea.
Los vinos Saumur Champigny son vinos tintos producidos obligatoriamente a partir de cabernet franc, pudiéndose añadir cabernet sauvignon y pineau d'aunis en el ensamblaje. 

#### Situación Geográfica
Los vinos de la denominación de origen Saumur Champigny solo pueden ser producidos en las siguientes comunas del departamento Maine y Loira: Chacé, Montsoreau, Parnay, Saint-Cyr-en-Bourg, Saumur, Souzay-Champigny, Turquant y Varrains.

#### Geología
Los suelos son arcilloso-calcáreos, mezclados con arenas eólicas, todo sobre un fondo de creta turoniense.

#### Terroir y su influencia en los vinos
La geología de los suelos de Saumur Champigny da a los vinos allí producidos un tono rojo granate, aromas especiados, de frutas rojas, tostados y florales, (lirios y violetas). En boca son vinos corpulentos y ricos con taninos finos y aterciopelados, de retrogusto fresco y equilibrado.

#### Maridaje, Guarda y Temperatura de Servicio
Los vinos Saumur Champigny van bien con aves de corral, carnes de caza y carnes rojas, ya sea en salsa, a la parrilla o asadas.
Pueden conservarse en cava de 5 a 20 años y se sirven entre 16 y 18 grados celsius.

### Coteaux de Saumur AOC
La denominación de origen Coteaux de Saumur fue creada en 1962. 
El coteaux de Saumur es un vino blanco dulce producido a partir de la Uva Chenin Blanc. La vendimia se realiza en varias pasadas sucesivas, recogiendo solo las uvas más maduras, en ocasiones afectadas por la podredumbre noble

#### Situación Geográfica
Los vinos Coteaux de Saumur solo pueden ser producidos en 50ha ubicadas en 2 comunas de Deux-Sèvres, 20 de Maine et Loire (Brézé, Chacé, Cizay-la-Madeleine, Le Coudray-Macouard, Courchamps, Distré, Epieds, Fontevraud l’Abbaye, Meigné, Montsoreau, Parnay, Le Puy-Notre-Dame, Saint-Cyr-en-Bourg, Saumur, Souzay-Champigny, Turquant, Les Ulmes, Varrains, Vaudelnay, Les Verchers-sur-Layon.), y 9 en Vienne. Su extensión y producción la hacen una de las denominaciones de origen más pequeñas del viñedo del Loira.

#### Maridaje, Guarda y Temperatura de Servicio
El Coteaux de Saumur típico presenta aromas de miel y cítricos, y luego de algunos años de guarda, nuez y mantequilla. Pueden conservarse en cava durante 10 años. Se acompaña con Foie Gras, Roquefort y postres en base de fruta blancas y amarillas. Deben servirse muy fríos, entre 6 y 8 grados celsius.